# 1945 en Australie
Chronologie de l'Australie
- 1941
- 1942
- 1943
- 1944
- 1945
- 1946
- 1947
- 1948
- 1949

Cette page concerne les évènements survenus en 1945 en Australie  :

## Événements
- 30 janvier - Le prince Henry, duc de Gloucester, devient le premier gouverneur général d'Australie.
- 31 janvier : Crash du Stinson de l'Australian National Airways (en)
- avril : Mutinerie de Morotai
- 26 juin : Herbert Vere Evatt signe la charte des Nations unies au nom de l'Australie.
- 5 juillet : Le Premier ministre John Curtin meurt de problèmes cardiaques à The Lodge (Canberra).
- 6 juillet : Frank Forde prête serment en tant que Premier ministre de l'Australie, à la suite du décès de John Curtin. Il s'agit du mandat le plus court de l'Australie en tant que Premier ministre, puisqu'il est remplacé par Ben Chifley une semaine plus tard.
- 7 juillet : La 7e division australienne commence les opérations de la bataille de Balikpapan. Les opérations s'achèvent le 21 juillet.
- 13 juillet : Ben Chifley est élu à la tête du parti travailliste australien et devient le 16e Premier ministre d'Australie.
- 15 août : Le Japon se rend aux Alliés, mettant fin à la Seconde Guerre mondiale. Ce jour est connu sous le nom de V-P Day (Victoire dans le Pacifique).
- 10 novembre : Des élections générales sont organisées dans l'État de Victoria.
- 19 décembre : Disparition du Dakota A65-83 (en)

## Culture
- 1945 dans la littérature australienne (en)
- 1er mai : Création de l'Australian National Film Board (en)
- Sortie du film Harvest Gold (en)

## Sciences
- 12 décembre : Howard Walter Florey partage le Prix Nobel de physiologie ou médecine pour ses travaux sur la pénicilline.

## Naissances
- 1er janvier : Peter Duncan (personnalité politique) (en)
- 2 janvier : 
  - Diane Fahey, poète
  - Byron Barnard Lamont, botaniste
- 8 janvier : Jeannie Lewis, musicien
- 10 janvier : John Fahey, personnalité politique
- 15 janvier : John Peard, rugbyman et entraîneur
- 19 janvier : Judith Clingan, musicien
- 22 janvier : Arthur Beetson, rugbyman et entraîneur
- 22 janvier :  Ken Ticehurst, personnalité politique
- 26 janvier : John Coates, mathématicien
- 28 janvier :  Peter Cochran, personnalité politique
- 11 février : 
  - Ralph Doubell, athlète
  - Peter Blackmore, personnalité politique
- 23 février : Robert Gray, poète
- 26 février : Peter Brock, pilote
- 3 mars : George Miller, réalisateur
- 16 mars : Michael Cobb, personnalité politique
- 28 mars : Johnny Famechon, boxeur
- 10 avril : Kevin Berry, nageur
- 13 avril : Judy Nunn, actrice, écrivaine
- 8 mai : Janine Haines, personnalité politique
- 17 mai : Tony Roche, joueur de tennis
- 22 mai : Bob Katter,personnalité politique
- 27 mai : George Thompson, personnalité politique
- 29 mai : Chris Barrie, militaire
- 1er juin : Kerry Vincent, écrivain
- 2 juin : Michael Leunig, dessinateur
- 10 juin : Martin Wesley-Smith, réalisateur
- 13 juillet : Ashley Mallett, joueur de cricket
- 17 juillet : Athena Starwoman, astrologue
- 18 juillet : 
  - Kevin Neale, footballeur
  - Max Tolson, footballeur
- 21 juillet :  Geoff Dymock, joueur de cricket
- 1er août : Ken Aldred, personnalité politique
- 2 août : Alex Jesaulenko, footballeur
- 6 août : Tony Dell, joueur de cricket
- 7 août : 
  - Graeme Blundell, acteur
  - Graham Ramshaw, footballeur
- 12 août : Mal Washer, personnalité politique
- 18 août : Gillian Bouras, écrivain
- 23 août : Ian McManus, personnalité politique
- 27 août : Kerry O'Brien, journaliste
- 22 octobre : Clover Moore, personnalité politique
- 25 octobre : Peter Ledger, illustrateur
- 26 octobre : John Romeril, scénariste
- 1er novembre : John Williamson, chanteur
- 15 novembre : Roger Donaldson, réalisateur
- 19 novembre : Barry Haase, personnalité politique
- 26 novembre : Roger Price, personnalité politique
- 28 novembre : John Hargreaves, acteur
- 5 décembre : Joanne Burns, poète
- 7 décembre : Bob Martin, personnalité politique
- 15 décembre : Thaao Penghlis, acteur
- 22 décembre : Sam Newman, footballeur
- 31 décembre : Vernon Wells, acteur